# Kemijska termodinamika
Kemijska termodinamika je grana termodinamike koja se bavi energijskim pretvorbama (transformacijama) tijekom kemijskih reakcija. Njezin je prvenstveni cilj da na temelju energijskih promjena odredi uvjete koji određuju smjer spontane kemijske reakcije i njezin doseg, jer pretvorba (konverzija) reaktanata u produkte najčešće nije potpuna, pa kemijske reakcije napreduju samo do kemijske ravnoteže, to jest do stupnja u kojem se omjer koncentracija reaktanata i produkata više ne mijenja. Da bi se opisalo stanje sustava, promjene stanja i uvjeti pri kojima proces nastaje, primjenjuju se zakoni termodinamike. Promjena unutarnje energije sustava funkcija je topline i mehaničkog rada. U sustavu u kojem nastaje neka promjena, a volumen se sustava pritom ne mijenja, nastala toplina jednaka je promjeni unutarnje energije, dok se toplina nastala u sustavu tijekom promjene pri konstantnom tlaku određuje kao promjena entalpije, a jednaka je razlici entalpije konačnog i početnoga stanja. Sve spontane promjene u izoliranom sustavu dovode do porasta entropije sustava, koju je također moguće izračunati kao razliku entropije konačnog i početnoga stanja.

## Osnovni pojmovi

### Kemijska ravnoteža
Kemijska ravnoteža je stupanj do kojega povratne (reverzibilne) kemijske reakcije napreduju, stanje kada se brzine reakcije prema naprijed (od reaktanata u produkte) i reakcije unazad (od produkata u reaktante) izjednače. Kemijska ravnoteža primjer je dinamičke ravnoteže pri kojoj se suprotni mikroskopski procesi i dalje odvijaju, ali se, makroskopski gledano, ne zapažaju nikakve promjene. Uz dane vanjske uvjete (stalna temperatura i tlak) ravnoteža se postiže pri minimumu Gibbsove energije sustava, što je predmet proučavanja [kemijske termodinamike, a slijedi iz općenitijega drugog stavka termodinamike. U takvu je stanju omjer umnožaka koncentracija produkata i umnožaka koncentracija reaktanata približno stalan, a naziva se konstantom ravnoteže. Na položaj ravnoteže, to jest na stupanj uznapredovalosti reakcije, može se utjecati promjenom vanjskih uvjeta. Tako, na primjer, pri povišenju temperature endotermne reakcije dalje napreduju prema produktima, a pri povišenju tlaka plinskih sustava ravnoteža se pomiče u smjeru nastajanja manjeg broja molekula. Općenito se takvo ponašanje iskazuje Le Chatelierovim načelom, prema kojemu se ravnotežni sustav prilagođuje tako da umanji utjecaj vanjske promjene.

### Gibbsova slobodna energija
Gibbsova slobodna energija, Gibbsova energija, Gibbsov potencijal ili slobodna entalpija (oznaka G) je fizikalna veličina koja opisuje oslobođenu ili apsorbiranu energiju u nekom povratnom (reverzibilnom) procesu koji se odvija pri stalnoj temperaturi T i tlaku p. Definirana je kao entalpija H umanjena za umnožak entropije S i temperature T:
{\displaystyle G=H-T\cdot S}
ili 
{\displaystyle G=U+p\cdot V-T\cdot S,}
gdje je: V - volumen, a U - unutarnja energija termodinamičkog sustava. Pri minimalnoj promjeni Gibbsove energije (ΔG = 0), uz stalnu temperaturu i tlak, sustav je u kemijskoj ravnoteži. U spontanim se procesima Gibbsova energija smanjuje (ΔG < 0), a entropija se povećava. Promjena je Gibbsove energije pozitivna (ΔG > 0) samo onda kada se u sustav dovodi energija. Mjerna jedinica Gibbsove energije jest džul (J). Nazvana je po J. W. Gibbsu.